# Canon EOS M200
Die Canon EOS M200 ist eine spiegellose Systemkamera von Canon, die im Oktober 2019 auf den Markt kam.

## Technische Merkmale
Die spiegellose M200 hat keinen Sucher; stattdessen kommt der Live-View-Modus zum Einsatz.
Videos können in 4k bei 25 Vollbildern pro Sekunde beziehungsweise mit Full-HD-Auflösung bei 119,88 Vollbildern pro Sekunde aufgenommen werden.
Die M200 war in schwarzem oder weißem Gehäuse erhältlich.